# Fort Stewart

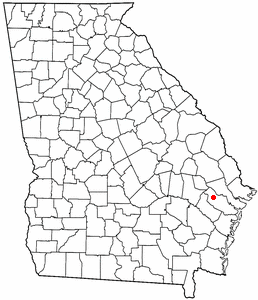
Lage von Fort Stewart

Fort Stewart ist eine Militärbasis der US Army. Die Basis liegt im Bundesstaat Georgia nahe der Stadt Hinesville. Benannt ist der Stützpunkt nach dem General Daniel Stewart, der mit Francis Marion im Amerikanischen Unabhängigkeitskrieg kämpfte.
Das Gelände von Fort Stewart erstreckt sich über fünf Countys mit sehr weitreichenden Trainings- und Ausbildungsmöglichkeiten und ist die größte militärische Einrichtung in CONUS der Army östlich des Mississippi. Der Stützpunkt bietet Trainings- und Unterbringungsmöglichkeiten für die rund 50.000 Reservisten, die ihn jährlich durchlaufen.
Rund 25.000 Soldaten sind dauernd in Fort Stewart stationiert. Die Basis liegt in der Metropolregion Hinesville.

## Stationierte Einheiten
- 3. US-Infanteriedivision
  - 1. Heavy Brigade Combat Team (HBCT) (schwere Brigade)
  - 2. Heavy Brigade Combat Team (HBCT) (schwere Brigade)
  - 3. Heavy Brigade Combat Team (HBCT) (schwere Brigade) (wird bis 2010 in ein Infantry Brigade Combat Team (IBCT) umgewandelt)
  - Heeresfliegerbrigade der 3. US-Infanteriedivision
- 3. Logistikbrigade
- 92. Pionierbataillon

Bis Ende 2011 werden folgende Einheiten in Fort Stewart neu aufgestellt:

- 46. Infantry Brigade Combat Team (IBCT) (Infanterie-Brigade) wird 2011 in Fort Stewart neu aufgestellt

## Angebundene militärische Einrichtungen
- Wright Army Airfield

## Luftverlegungs- und Einschiffungssammelpunkte
- Port of Savannah, GA
- Hunter Army Airfield (HAAF)